# 七星県
七星県（しちせいけん）は1945年3月に重慶国民政府が策定した台湾接管計画綱要地方政制の中で定められた台湾の行政区画（一級県）の一つ。

## 沿革
台湾北部に位置した七星県は日本統治時代の文山郡、七星郡を合併させたものであり、現在の台北市士林区、北投区、内湖区、文山区、新北市新店区、深坑区に相当する。
1945年10月、台湾での軍政の責任者であった陳儀は台湾接管計画綱要地方政制の実施は現状にそぐわないとし一部の改編措置を見送った際、七星県の設置のも先送りにされた。
1950年に国共内戦に敗れた国民政府が遷台した際、台湾接管計画綱要地方政制は廃止され、それと同時に七星県設置の法的根拠も喪失し、実際に使用されることなく計画のまま消滅した。